# George Lazenby
George Robert Lazenby (pronunciación en inglés: /'leɪzənbi/) (Goulburn, Nueva Gales del Sur, 5 de septiembre de 1939) es un actor australiano, conocido principalmente por haber interpretado a James Bond en la película On Her Majesty's Secret Service del año 1969, ha sido el actor más joven que ha encarnado el papel del agente secreto, así como el único no británico.

## Biografía
Después de dejar el colegio, trabajó como vendedor y repartidor en la Morris Motor Company de Canberra. Trabajó también como instructor de esquí, disciplina en la que ganó varias competiciones y llegó a tocar el bajo en un grupo llamado The Corvettes. Lazenby sirvió en las Fuerzas de operaciones especiales del Ejército de Australia, en el que alcanzó el rango de sargento y llegó a ser instructor de combate cuerpo a cuerpo. En 1964 consiguió un empleo de modelo en Londres, donde se mudó e hizo además algún anuncio publicitario. En 1968, Lazenby se convirtió en el modelo mejor pagado del mundo (durante 1967, llegó a cobrar 40 000 £ como modelo y otras 60 000 £ de anuncios publicitarios y promociones de productos —cantidades equivalentes a más de un millón de libras esterlinas en la actualidad). Lazenby también encarnó al hombre Marlboro.
A pesar de protagonizar On Her Majesty's Secret Service (1969) y The Kentucky Fried Movie (1977) (producciones que recaudaron más de cien millones de dólares en todo el mundo durante los años 1970), la carrera de actor de Lazenby no gozó de mucha prosperidad.
En 1973, Lazenby iba a discutir las condiciones de contrato de su participación en la película de Golden Harvest Game of Death con Bruce Lee y Raymond Chow. Sin embargo, la prematura muerte de Lee canceló esta reunión. Igualmente, Lazenby participó en tres de las cuatro películas que se habían planeado hacer junto con Lee, The Shrine of Ultimate Bliss (1974), The Man From Hong Kong (1975) y A Queen’s Ransom (1976). En cuanto a la película Game of Death, lanzada finalmente en 1978, la participación de Lazenby en esta película se redujo a unas imágenes de archivo.
Las películas de artes marciales de Lazenby en Hong Kong fueron económicamente muy exitosas, y aún hoy son consideradas como unas clásicas del género, aunque con la ausencia de Lee debido a su muerte no tuvieron mucho impacto comercial. Por ejemplo, se cree que si las cuatro películas que Lee y Lazenby acordaron en hacer hubieran tenido éxito, la recaudación habría superado los 100 millones de dólares (cifra astronómica incluso en la actualidad), lo que habría claramente rivalizado con la franquicia James Bond. Por ello, ciertamente la muerte de Lee hizo hundirse la carrera de Lazenby tras su papel como James Bond en On Her Majesty's Secret Service.
Tras esto, Lazenby se centró en los negocios y la industria inmobiliaria, construyendo varias mansiones para él mismo en Hawái, Brentwood, California y Australia, así como un rancho de 2400 km² en Valyermo, California. También posee un ático cerca del puerto de Hong Kong y una casa en Maryland. Lazenby tuvo un hijo, Zachary (que murió de cáncer cerebral) y una hija ya adulta, Melanie, ambos de su primer matrimonio con Christina Gannett, heredera del imperio Gannett Newspaper Publishing.

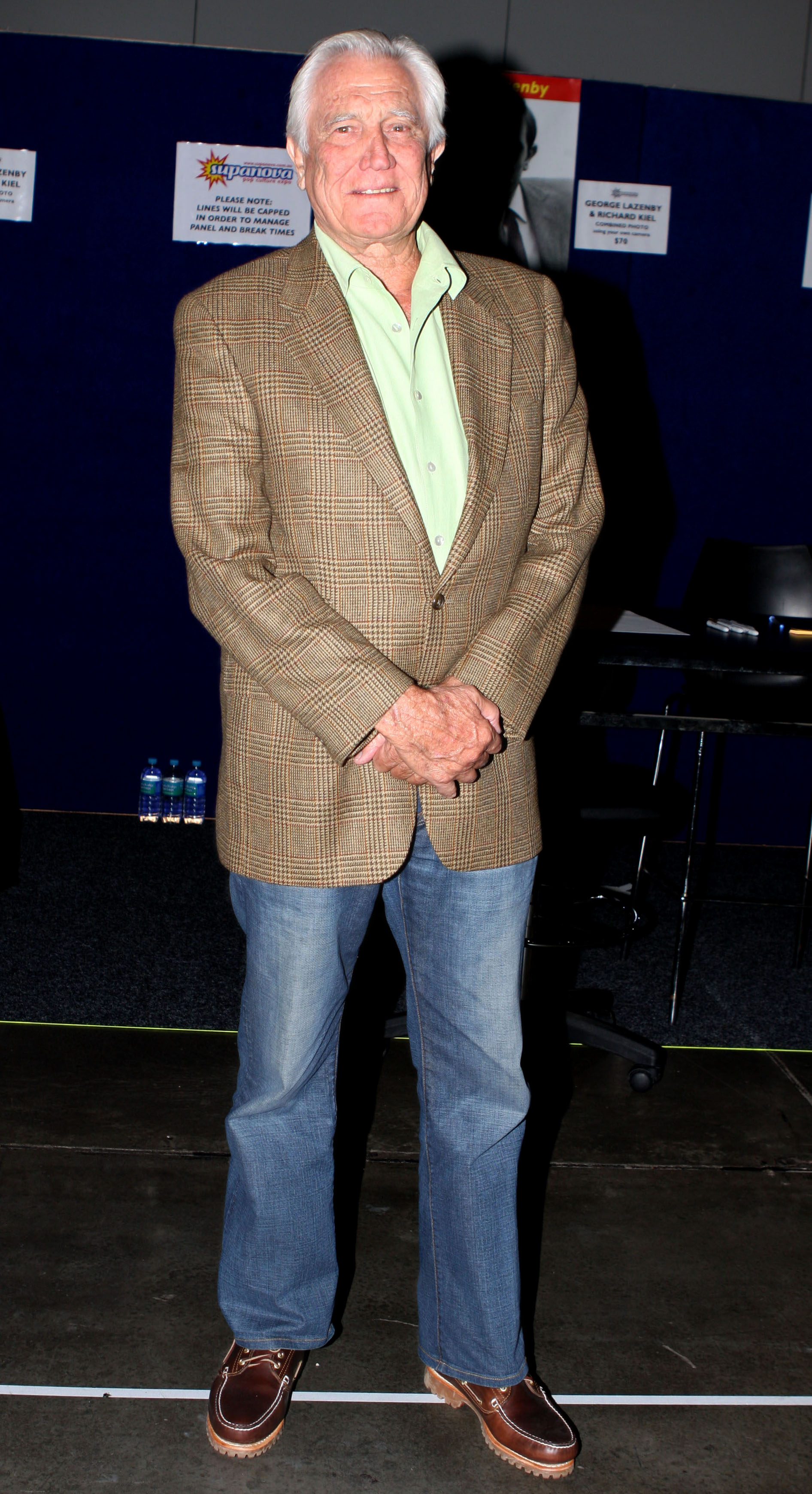
Lazenby en 2014

En 2002, George Lazenby se casó en segundas nupcias con la jugadora de tenis retirada Pam Shriver. De este matrimonio nacieron tres hijos, George (nacido en 2004) y los mellizos Caitlin Elizabeth y Samuel Robert (nacidos en octubre de 2005). En la actualidad, Lazenby disfruta practicando la vela, el motociclismo, las carreras de coches, leyendo, viendo películas y jugando al golf y al tenis. El 6 de mayo de 2007, Lazenby dijo en el programa Where are they now que le gustaría que sus hijos crecieran en Australia y que toda la familia se trasladase allí.
En 2024 anuncia su retiro definitivo de la actuación. 

## James Bond

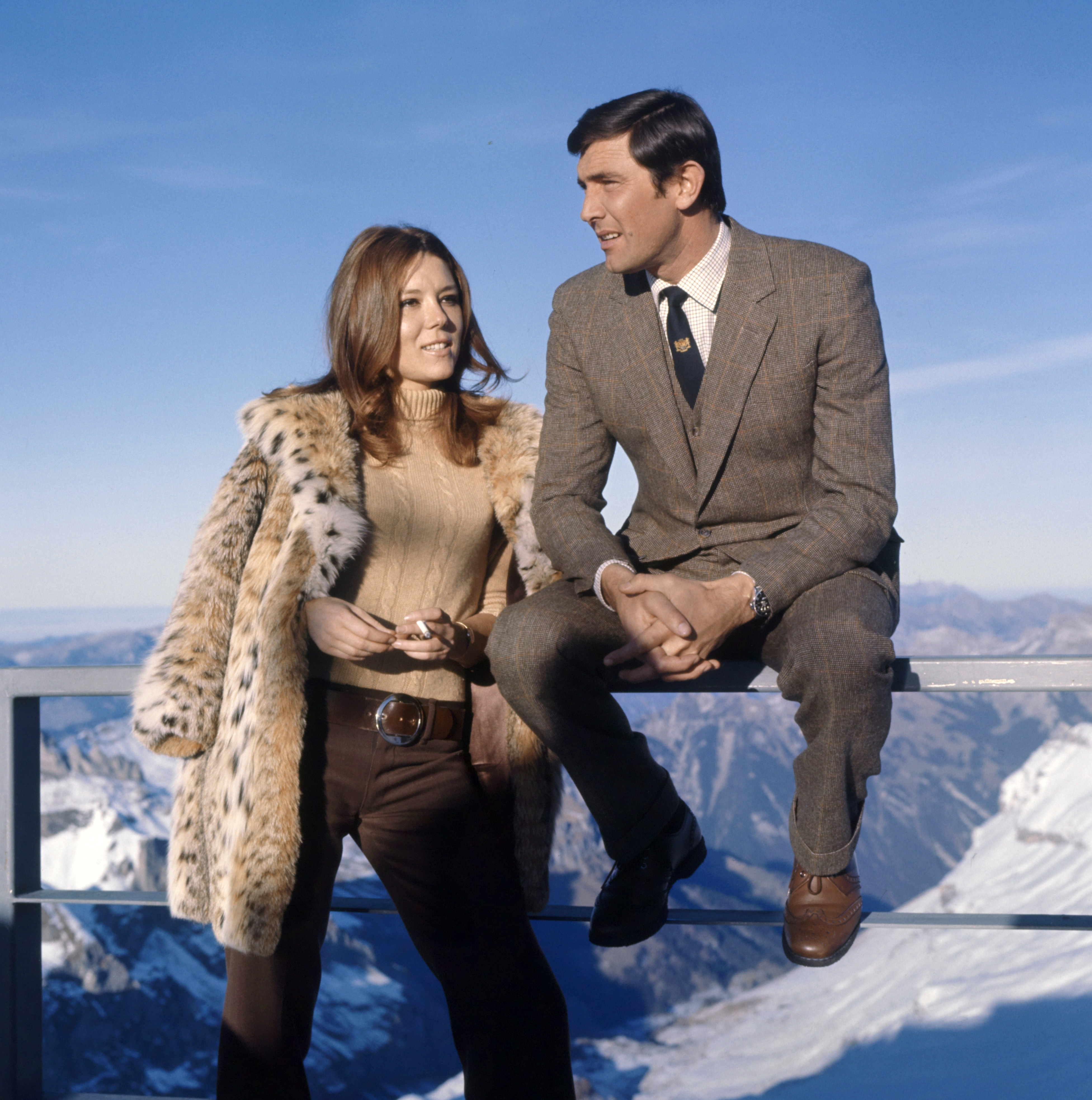
Lazenby junto a Diana Rigg en el rodaje de On Her Majesty's Secret Service, en Suiza.

El primer papel serio de George Lazenby fue interpretando, por única ocasión, a James Bond en la película On Her Majesty's Secret Service (1969). Lazenby fue el segundo actor en interpretar en el cine al agente secreto británico, y el primero no nacido en el Reino Unido. También fue, junto con Pierce Brosnan —nacido en la República de Irlanda—, los dos únicos no oriundos del Reino Unido de la Gran Bretaña en interpretar el personaje.

## Filmografía

### Filmografía comoJames Bond
| Película                           | Año  |
| ---------------------------------- | ---- |
| Al servicio secreto de su Majestad | 1969 |

### Filmografía parcial
- Becoming Bond (2017)
- Winter Break (título alterno: Sheer Bliss) (2003)
- Yu Yu Hakusho (2002)
- Spider's Web (2001)
- Four Dogs Playing Poker (2000)
- The Pretender (1999-2000) (serie de TV) - papel de invitado recurrente como el héroe Major Charles.
- Batman Beyond: La Película (1999) (película para Televisión) (voz)
- Batman Beyond (1999) (serie de TV) - papel recurrente como Rey (voz).
- Emmanuelle Forever (1993)
- Emmanuelle in Venice (1993)
- Emmanuelle's Love (1993)
- Yu Yu Hakusho: Eizo Hakusho (1993) (voz)
- Gettysburg (1993)
- Emmanuelle's Magic (1992)
- Emmanuelle's Perfume (1992)
- Emmanuelle's Revenge (1992)
- Emmanuelle's Secret (1992)
- Eyes of the Beholder (1992)
- Superboy (1988) (serie de TV) - papel de invitado recurrente como Jor-El.
- Never Too Young to Die (1986)
- The Return of the Man from U.N.C.L.E. (1983) (película de TV) - interpretanado a una parodia de James Bond llamada "JB".
- General Hospital (1982) (serie de TV)
- The Nude Bomb (1980) - cameo como James Bond.
- Death Dimension (título alterno: Black Eliminator) (título: Freeze Bomb) 1978)
- Game of Death (1978) (muestra de archivos de pelea)
- Bruce Lee, The Legend (1977)
- The Man From Hong Kong (título alterno: The Dragon Flies) (1975)
- Kung Fu Killers  (1974)
- The Shrine of Ultimate Bliss  (1974)
- The Last Days of Bruce Lee (1973)
- Life and Legend of Bruce Lee (1973) (muestra de archivo)
- Universal Soldier (1971)
- On Her Majesty's Secret Service (1969)
- Espionage in Tangiers (1966)